# Cymbachus
Cymbachus es un género de coleóptero de la familia Endomychidae.

## Especies
Las especies de este género son:
- Cymbachus elegans
- Cymbachus formosus
- Cymbachus koreanus
- Cymbachus pulchellus
- Cymbachus spilotus